# Fukuda Suikō
Fukuda Suikō (japanisch 福田 翠光; geboren 30. April 1895 in Kyōto; gestorben 14. Januar 1973 daselbst) war ein japanischer Maler der Nihonga-Richtung.

## Leben und Werk
Fukuda Suikō machte seinen Studienabschluss an der „Städtischen Kunst- und Kunstgewerbehochschule Kyōto“ (京都市立美術工芸学校. Kyōto shiritsu bijutsu kōgei gakkō) und schloss sich der „Seikō-sha“ (青甲社) des Malers Nishiyama Suishō an. 1931 war er auf der Ausstellung japanische Malerei 1931 in Berlin zu sehen. 1941 trennte er sich aber von der Künstlergruppe und schloss sich auch keiner andern Vereinigung mehr an.
Auf der 7. „Teiten“-Ausstellung konnte er zum ersten Mal ausstellen, und zwar sein Bild „Taka“ (鷹図) – „Falke“. In den nächste Jahren konnte er weiter Bilder zeigen, wobei er auf der 12. Ausstellung sein „Hagugumi“ (はぐゝみ) eine besondere Anerkennung erfuhr. Er stellte auch auf Nachfolge-Ausstellungsreihe „Shin-bunten“ und nach dem Zweiten Weltkrieg auf der „Nitten“ aus.
Fukuda Suikō war bekannt für seine Falken-Zeichnungen und wurde daher „Falken-Suikō“ (タカの翠光) genannt. In seinen späteren Jahren bildete er sich unter dem Maler Tokuoka Shinsen weiter. Ausgehend von dem Blumen-Vögel-Thema (花鳥画, Kachō-ga) beschäftigte er sich mit den Themen „Teich“ und „Blumen am Teichrand“.
Das Nationalmuseum für moderne Kunst Kyōto besitzt von Fukuda das Bild „Shunka Shūyō“ (春花秋葉) – „Frühlingsblumen Herbstlaub“ aus dem Jahr 1940, das Nationalmuseum für moderne Kunst Tokio das Bild „Tōten“ (東天) – „Morgenhimmel“, 1942, und aus der Holzschnittserie „Nihon no hana“ (日本の花) das Blatt „Botan“ (牡丹) – „Pfingstrosen“, 1949.